# Sehithwa
Sehithwa ist ein Ort im North West District in Botswana. Er ist der größte Ort am Ngamisee.

## Geographie
Im Jahr 2011 hatte Sehithwa 2748 Einwohner. Der Ort liegt am Nordwestufer des Ngamisees in flachem Gelände. Er gehört zum Sub-District Ngamiland East.

## Wirtschaft und Infrastruktur
Zu den Einnahmequellen gehört der Fischfang und der Verkauf von Trockenfisch. Pro Jahr wurden etwa 13.000 Tonnen Trockenfisch produziert, der in die Demokratische Republik Kongo und nach Sambia exportiert wurde. Im April 2017 wurde der Export jedoch für ein Jahr verboten, damit sich die Bestände regenerieren konnten. Das Verbot wurde wegen der wirtschaftlichen Folgen für die Bevölkerung kritisiert – es bliebe nur eine schlecht bezahlte Anstellung in einem „Absicherungsprogramm“. Auch wird mit einem Austrocknen des Sees gerechnet, so dass die Fischbestände dann ohnehin wegfielen.
Sehithwa liegt an der Fernstraße A3, die in Ost-West-Richtung verläuft und unter anderem Francistown mit Ghanzi verbindet. Richtung Norden zweigt die A35 ab, die nach Namibia führt. Bei niedrigem Wasserstand führt eine Straße auf dem Seegrund südostwärts nach Botlhatlogo.